# 新古河站

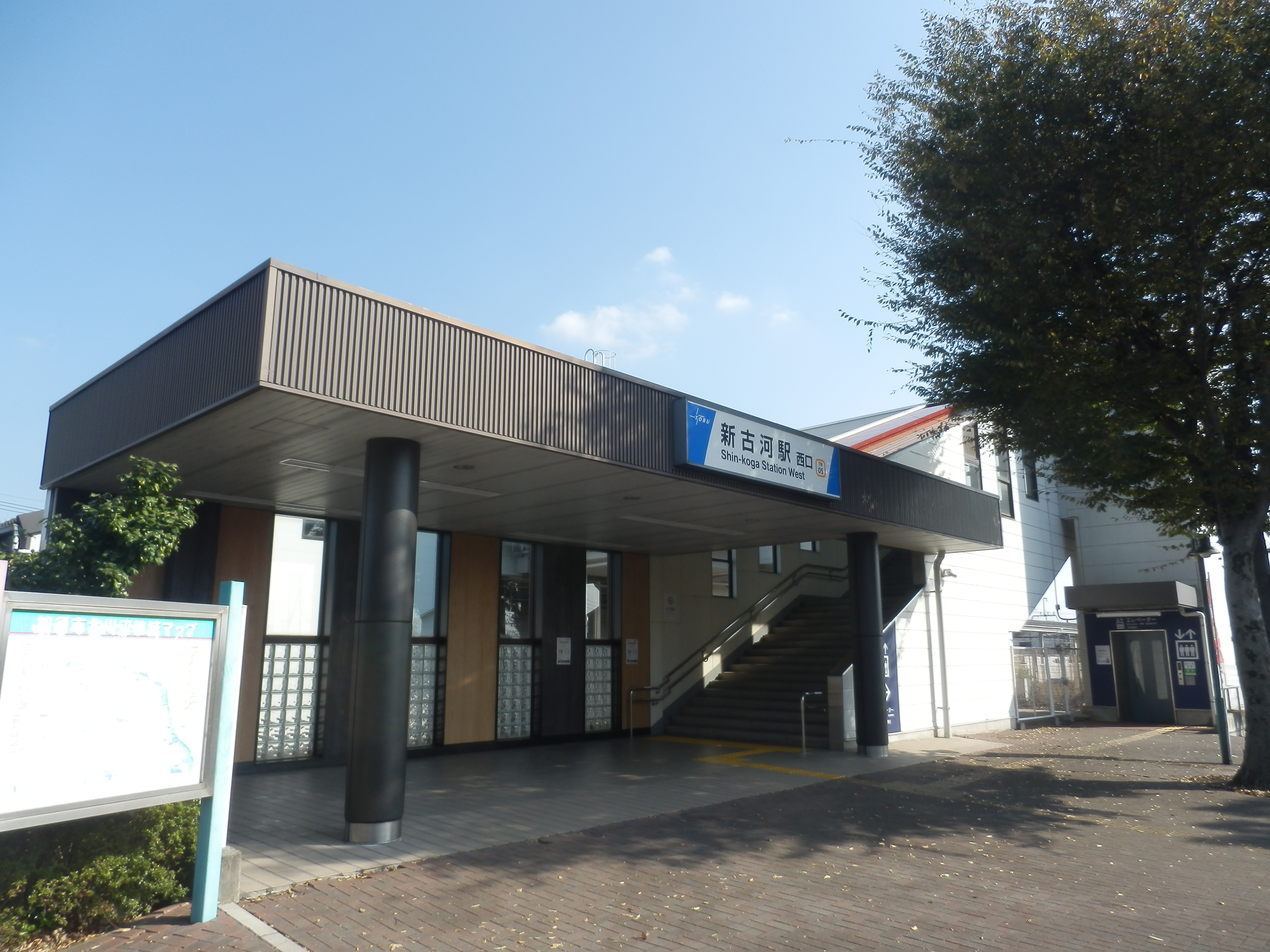
西口（2024年11月）

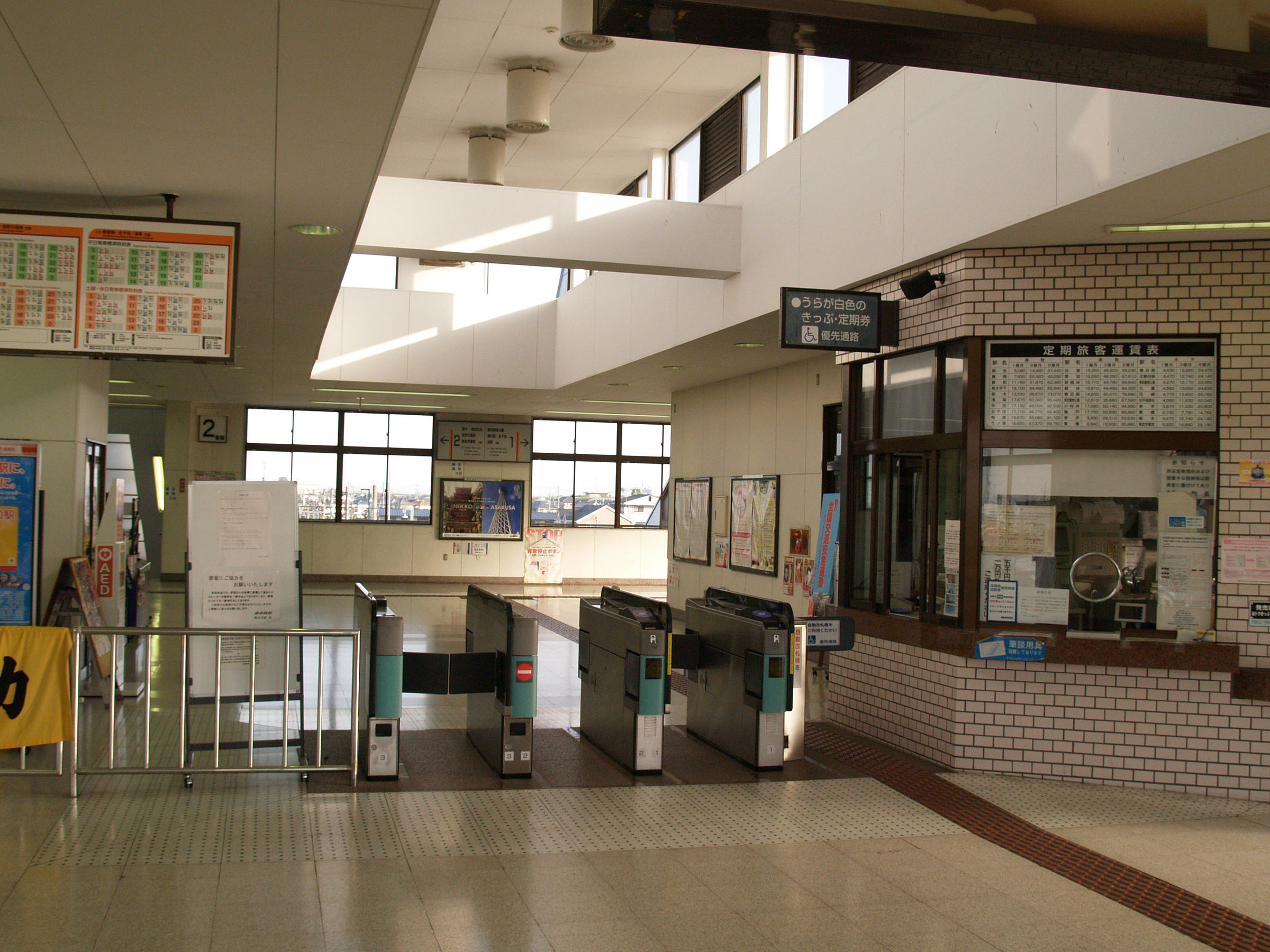
剪票口（2011年5月）

新古河站（日语：／ Shin-Koga eki */?）是位於日本埼玉縣加須市向古河，屬於東武鐵道日光線的車站。車站編號TN 05。站名雖來自渡良瀨川對岸的茨城縣古河市，但車站所在地是在埼玉縣。

## 年表
- 1929年（昭和4年）
  - 4月1日 - 東武日光線杉戶站（現東武動物公園站） - 新鹿沼站間開通，本站開業。當時車站位置在現址南方（栗橋側）。
  - 10月1日 - 為了吸引釣客，特急增停本站。
- 1935年（昭和10年）[7月21日 - 第三代三國橋完成，車站移至現址，舊站改為貨物站「新古河荷扱所」（之後轉為信號所，1981年9月15日廢止）。
- 1942年（昭和17年） - 特急停駛。
- 2006年（平成18年）3月18日 - 改點，區間快速列車停靠本站。午間時段的舊準急在南栗橋站做系統分割[1]。
- 2012年（平成24年）3月17日 - 導入車站編號TN 05。
- 2013年（平成25年）3月16日 - 改點，區間快速不停本站[2]。
- 2017年（平成29年）4月21日 - 改點，舊區間急行列車廢止，本站停車的所有列車都從南栗橋站起訖。

## 車站構造
本站是側式月台2面2線地面車站，採跨站式站房設計。站內設有PASMO對應自動驗票閘門、電梯與多功能廁所。

### 月台配置
| 月台 | 路線   | 方向 | 目的地                                                           |
| ---- | ------ | ---- | ---------------------------------------------------------------- |
| 1    | 日光線 | 上行 | 南栗橋、東武動物公園、 東武晴空塔線 北千住、東京晴空塔、淺草方向 |
| 2    | 日光線 | 下行 | 新栃木、東武日光、 鬼怒川線 鬼怒川溫泉、 宇都宮線 東武宇都宮方向 |

- 上述路線名使用旅客資訊上的名稱（「東武晴空塔線」為愛稱）。
- 2013年3月16日改點起本站不再停靠區間快速[2]，本站往東武動物公園方向的直通車也在2017年4月21日改點起取消。因此本站要往返東武動物公園、東武晴空塔線、半藏門線、日比谷線方向須在南栗橋車站轉乘。

## 使用情況
2018年度1日平均上下車人次為1,725人。
每年8月第一個週六是茨城縣古河市古河花火大會舉行日，本站為會場最近站。當日會開行板倉東洋大前發往南栗橋方向的臨時列車。
近年1日平均上下車、上車人次變化如下。
| 年度               | 1日平均 上下車人次 | 1日平均 上車人次 | 來源     |
| ------------------ | ------------------ | ---------------- | -------- |
| 1998年（平成10年） | 3,008              |                  |          |
| 1999年（平成11年） | 3,022              | 1,554            | [ * 2 ]  |
| 2000年（平成12年） | 3,002              | 1,534            | [ * 3 ]  |
| 2001年（平成13年） | 3,035              | 1,525            | [ * 4 ]  |
| 2002年（平成14年） | 2,908              | 1,454            | [ * 5 ]  |
| 2003年（平成15年） | 2,819              | 1,406            | [ * 6 ]  |
| 2004年（平成16年） | 2,797              | 1,394            | [ * 7 ]  |
| 2005年（平成17年） | 2,818              | 1,404            | [ * 8 ]  |
| 2006年（平成18年） | 2,760              | 1,376            | [ * 9 ]  |
| 2007年（平成19年） | 2,691              | 1,343            | [ * 10 ] |
| 2008年（平成20年） | 2,651              | 1,326            | [ * 11 ] |
| 2009年（平成21年） | 2,565              | 1,281            | [ * 12 ] |
| 2010年（平成22年） | 2,472              | 1,233            | [ * 13 ] |
| 2011年（平成23年） | 2,288              | 1,143            | [ * 14 ] |
| 2012年（平成24年） | 2,257              | 1,128            | [ * 15 ] |
| 2013年（平成25年） | 2,172              | 1,085            | [ * 16 ] |
| 2014年（平成26年） | 2,030              | 1,014            | [ * 17 ] |
| 2015年（平成27年） | 1,921              | 962              | [ * 18 ] |
| 2016年（平成28年） | 1,871              | 941              | [ * 19 ] |
| 2017年（平成29年） | 1,794              |                  |          |
| 2018年（平成30年） | 1,725              |                  |          |

## 車站周邊

### 東口
- 國道354號、三國橋（日语：三国橋 (渡良瀬川)） - 可至渡良瀨川對岸的古河市區。
- 古河郵便局（日语：古河郵便局）
- 古河歷史博物館（日语：古河歴史博物館）
- 古河文學館（日语：古河文学館）
- 鷹見泉石紀念館
- 渡良瀨遊水地（日语：渡良瀬遊水地）、古河GOLF LYNX（古河花火大會會場）

### 西口
有東武鐵道開發的住宅區「東武CITY新古河」，是加須市陽光台（微高地）上的新興住宅區。
- 加須市北川辺綜合支所
- 加須市北川邊公民館
- 北川邊生涯學習中心
- 加須市立北川邊圖書館
- 北川邊體育館
- 北川邊东小学
- 埼玉東部消防組合（日语：埼玉東部消防組合）加須消防署北川邊分署

## 路線巴士
西口有新古河站西口巴士暫，可搭乘加須市社區巴士「加須絆號」。過去曾有往古河站與栃木大町等茨城縣西部的東武巴士路線停靠。
- 經柳生站、北川邊綜合支所、道之驛童謠故鄉大利根（日语：道の駅童謡のふる里おおとね）、大利根綜合支所、加須市役所、加須站南口往騎西綜合支所

## 相鄰車站
東武鐵道
 日光線
■急行、■區間急行
通過
■普通
栗橋（TN 04）－新古河（TN 05）－柳生（TN 06）

## 來源
埼玉縣統計年鑑
1. ↑  埼玉県. . 埼玉県.   [2020-04-14]. （原始内容存档于2020-03-18） （日语）.
2. ↑  .   [2020-05-03]. （原始内容存档于2020-02-02）.
3. ↑  .   [2020-05-03]. （原始内容存档于2020-02-02）.
4. ↑  .   [2020-05-03]. （原始内容存档于2020-02-02）.
5. ↑  .   [2020-05-03]. （原始内容存档于2020-02-02）.
6. ↑  .   [2020-05-03]. （原始内容存档于2020-02-02）.
7. ↑  .   [2020-05-03]. （原始内容存档于2020-02-02）.
8. ↑  .   [2020-05-03]. （原始内容存档于2020-02-02）.
9. ↑  .   [2020-05-03]. （原始内容存档于2020-02-02）.
10. ↑  .   [2020-05-03]. （原始内容存档于2020-02-02）.
11. ↑  .   [2020-05-03]. （原始内容存档于2020-02-02）.
12. ↑  .   [2020-05-03]. （原始内容存档于2020-02-02）.
13. ↑  .   [2020-05-03]. （原始内容存档于2020-02-02）.
14. ↑  .   [2020-05-03]. （原始内容存档于2020-02-02）.
15. ↑  .   [2020-05-03]. （原始内容存档于2020-02-02）.
16. ↑  .   [2020-05-03]. （原始内容存档于2020-02-02）.
17. ↑  .   [2020-05-03]. （原始内容存档于2020-02-02）.
18. ↑  .   [2020-05-03]. （原始内容存档于2020-02-02）.
19. ↑  .   [2020-05-03]. （原始内容存档于2020-02-02）.

## 外部連結
- 新古河（車站資訊） - 東武鐵道